# Xylopteryx raphaelaria
Xylopteryx raphaelaria is een vlinder uit de familie spanners (Geometridae). De wetenschappelijke naam van deze soort is voor het eerst geldig gepubliceerd in 1880 door Oberthür.
De soort komt voor in tropisch Afrika.